# Kirsten Sestoft
Kirsten Sestoft, født Svenningsen (14. januar 1936 i Nykøbing Sjælland – 19. januar 1990) var en dansk arkitekt.
Fra 1983 til 1984 var hun den første kvinde til at beklæde posten som formand for Praktiserende Arkitekters Råd, hvor hun efterfulgte Jacob Blegvad.
Hun blev gift 23. januar 1960 med arkitekt Jørgen Sestoft. Ægteskabet blev siden opløst.[kilde mangler]